# Anki Lidén
Anna Catarina Lidén, detta Anki (Karlsborg, 5 aprile 1947), è un'attrice svedese.
È la madre del musicista e DJ Tim Bergling, meglio noto come Avicii (1989-2018).

## Filmografia parziale

### Cinema
- Polare, regia di Jan Halldoff (1976)
- Jag är med barn, regia di Lasse Hallström (1979)
- Mannen som blev miljonär, regia di Mats Arehn (1980)
- La mia vita a quattro zampe (Mitt liv som hund), regia di Lasse Hallström (1985)
- Allrakäraste syster, regia di Göran Carmback (1988)
- Friends, regia di Kjell-Åke Andersson (1988)
- Una soluzione razionale (Det enda rationella), regia di Jörgen Bergmark (2009)
- Stockholm East (Stockholm Östra), regia di Simon Kaijser da Silva (2011)
- Hemmet, regia di Mattias Johansson Skoglund (2025)

### Televisione
- De lyckligt lottade,  (1976) - serie televisiva
- Storstad,  (1989-1992) - serie televisiva
- Vänner och fiender,  (1996-1997) - serie televisiva
- Skeppsholmen,  (2002-2004) - serie televisiva
- Beck – Sista vittnet, regia di Harald Hamrell (2002) - serie televisiva
- Omicidi a Sandhamn (Morden i Sandhamn),  (2010- ) - serie televisiva
- Omicidi tra i fiordi: L'occhio dello spettatore (Fjällbackamorden: I betraktarens öga), regia di Jörgen Bergmark (2012) - film TV
- Sommaren med släkten,  (2017-2022) - serie televisiva

## Riconoscimenti
- Guldbagge
  - 2010: Premio Guldbagge per la miglior attrice non protagonista